# Småtjärnen (Boda socken, Värmland)
Småtjärnen är en sjö i Kils kommun i Värmland och ingår i Göta älvs huvudavrinningsområde.